# 28 TCN
Năm 28 TCN là một năm trong lịch Julius. 